# Katsushika
Katsushika (葛飾区 Katsushika-ku) er et bydistrikt i Tokyo i Japan.
Det er et af de 23 specielle bydistrikter, der tilsammen udgør Tokyos historiske bykerne. Distriktet ligger i den nordøstlige del af Tokyo og har 451.772 (2021) indbyggere. På engelsk kalder distriktet sig selv for Katsushika City.
Pr. 1. juni 2012 havde distriktet et befolkningstal på 448.243, fordelt på 217.339 husstande og med en befolkningstæthed på 12.865,76 indbyggere per km². Arealet var på 34,84 km².

## Geografi
Katsushika ligger i den nordøstlige del af Tokyo Metropolis. Bydistriktet ligger på en flodaflejring og under havets overflade.
Rådhuset (Katsushika city hall) ligger i Tateishi.

### Grænser
Katsushika grænser op til tre bydistrikter i Tokyo: Adachi, Edogawa og Sumida. I Chiba-præfekturet grænser det op til Matsudo, Misato og Yashio i nordøst.

### Floder
Betydelige floder i Katsushika inkluderer Edogawa-floden, Arakawa-floden og Ayasegawa-floden.
Nakagawa og Shin-nakagawa flyder gennem distriktet.

### Lokale steder
- Aoto
- Higashi Horikiri
- Higashi Kanamachi
- Higashi Mizumoto
- Higashi Shin-koiwa
- Higashi Tateishi
- Higashi Yotsugi
- Horikiri
- Hosoda
- Kamakura
- Kameari
- Kanamachi
- Kosuge
- Minami Mizumoto
- Mizumoto
- Mizumoto Koen
- Niijuku
- Nishi Kameari
- Nishi Mizumoto
- Nishi Shin-koiwa
- Ohanajaya
- Okudo
- Shibamata
- Shinkoiwa
- Shiratori
- Takaramachi
- Takasago
- Tateishi
- Yotsugi

## Historie
Katsushika-distriktet var oprindeligt en division af Musashi-provinsen. Da provinsen blev delt og reformeret blev den lagt ind under Kita Katsushika-distriktet i Saitama-præfekturet, Higashi Katsushika-distriktet i Chiba-præfekturet og resterende del i Tokyo-præfekturet. Minami Katsushika-distriktet svarer i dag til Katsushika bydistrikt plus Edogawa, Koutou og Sumida bydistrikter.
1. oktober 1932 blev det tidligere Minami Katsushika distrikt i datidens Tokyo præfektur og dets syv byer og landsbyer sammenlagt og blev til en del af den tidligere Tokyo By.
Bydistriktet Katsushika blev etableret 15. marts 1947.
I Katsushika findes Narihira Santosen Temple, "Bound Jizō" af Ōoka Echizen og Shibamata Taishakuten.

## Regeringsførelse
Tokyo Detention House, en fængselsfacilitet, findes i distriktet. Det huser i Tokyo Detention House en af Japans syv henrettelsesfaciliteter.

## Uddannelse
- Tokyo Seiei College